# Jerónimo Zurita
Pour les articles homonymes, voir Zurita.
 (novembre 2016).
Jerónimo ou Jérôme Zurita y Castro (4 décembre 1512 - 3 novembre 1580) est un historien et écrivain espagnol. 
Il dédia sa vie à recueillir et conserver la mémoire historique du royaume d'Aragon, et fut nommé premier historiographe du Royaume en 1548. Il occupa également les postes de secrétaire du Saint-Office de l'Inquisition, et du Conseil de Philippe II en 1566.
En raison de son office dans l'Inquisition, il eut l'occasion d'effectuer plusieurs voyages aux Provinces-Unies, et en Italie, où il put recueillir de nombreuses informations qu'il reprendra plus tard dans ses ouvrages historiques.
Son œuvre principale reste les Annales de la Couronne d'Aragon, auxquelles il travailla pendant trente ans, et dont il fit paraître le dernier volume l'année même de sa mort. Il y suit un plan chronologique, de la conquête musulmane au règne de Ferdinand II.
Après sa mort, ces Annales furent continuées par Bartolomé Leonardo de Argensola.

## Biographie
Zurita est né à Saragosse dans une famille proche de la Cour royale, où son père était médecin des rois Ferdinand II et Charles Quint.
Il fit ses études à l'académie d'Alcala. Le savant Hernan Nufiez l'initia dans la connaissance des langues grecque et latine, et développa les heureuses dispositions qu'il avait pour les lettres. Les services de son père lui méritèrent la faveur de l'empereur Charles Quint. En 1530, on lui confia l'administration des villes de Barbastro et d'Huesca ; plus tard, il succéda, dans l'emploi de fiscal de Madrid, à J. Garzias de Olivan, son beau-père ; et en 1543 il reçut du conseil suprême de Castille la mission de se rendre en Allemagne pour y veiller à la défense de ses intérêts. À son retour (1549), les états d'Aragon ayant résolu de créer une place de coroniste ou historien de cette province, il en fut le premier revêtu.
Muni d'une autorisation du roi Philippe II, pour se faire ouvrir les archives des villes et des abbayes, et communiquer les documents les plus secrets, il visita l'Aragon, l'Italie et la Sicile, et recueillit, dans ce voyage, une foule de pièces du plus grand intérêt. En il fut nommé secrétaire du cabinet du roi ; et deux ans après, chargé par le grand inquisiteur de toute la correspondance relative au saint office. Sur la fin de sa vie il se démit de ses emplois, et se retira dans le couvent des hiéronymites à Saragosse, pour y travailler à la continuation des Annales d'Aragon. Il y mourut le 31 octobre, ou, suivant son épitaphe, le 3 novembre et fut inhumé dans le tombeau que  lui érigea son fils. L'épitaphe qu'on vient de citer est rapportée par Nicolas Antonio dans la Bibl. Hispan. nova, et par Ghilini dans le Teatro degli uomini litterati, t. 1, p. 128. Zurita avait légué sa bibliothèque aux chartreux de Saragosse ; mais une grande partie de ses livres fut transportée, en 1626, à l'Escurial.

## Œuvre
Cet historien, dit M. Bouterwek (Hist. de la litt. espagnole), aurait pu devenir, sinon le Tite-Live, du moins le Machiavel de l'Espagne, s'il avait jugé à propos et si les circonstances lui avaient permis de cultiver, par une étude particulière de l'art d'écrire, son talent pour l'histoire pragmatique. S'étant fait une idée juste de la manière de traiter l'histoire en philosophe et en politique, il se proposa de montrer, par l'enchaînement lumineux des faits, comment était née et comment s'était perfectionnée la constitution nationale des provinces aragonaises. Étudié sous ce point de vue, son ouvrage est un des plus instructifs qu'on puisse lire. Zurita dut sentir tout le poids de la tâche qu'il s'était imposée, en sortant de la sphère bornée de chroniqueur, lorsqu'il lui fallut à la fois mettre au jour les principes républicains des cortès aragonaises, et tâcher d'en prendre occasion de rendre hommage à un maître absolu. Toutefois on peut juger, par quelques morceaux de ses Annales, de ce qu'il aurait fait s'il eût écrit librement. Les défauts qu'on remarque dans son ouvrage ne furent aperçus par aucun de ses contemporains. Dans la dispute littéraire qui s'éleva sur le mérite des Annales, personne n'en critiqua le style. On ne donnait pas encore une grande attention aux ouvrages écrits en prose (voir Histoire de la littérature espagnole, trad. française, t. 1, p. 378 et suiv.). 
On a de Zurita :
- Anales de la corona de Aragon, Saragosse, 1562-1579, 6 vol. in-fol. ; ibid., 1585, 6 vol. in-fol. Les jésuites de Saragosse publièrent, en 1604, un index qu'on joint indifféremment à ces deux éditions, ibid., 1610, vol. in-folio. Cette dernière est plus estimée que les précédentes. On trouve à la fin du sixième volume la défense des Annales de Zurita, par Ambroise Morales contre la critique d'Alfonse de Santacruz. Le septième contient l'index. M. de Marolles en cite dans son recueil une édition de Saragosse, 1668-1671, qu'il dit supérieure à celle de 1610 ; mais elle n'est pas connue (voir le Manuel du libraire, de M. Brunet). Les Annales de Zurita finissent à l'année 1516. Elles ont été continuées par Barth.-Léon. d'Argensola, et par Vincent de Blasco-Lanuza, 1622, vol. in-fol.
- Indices rerum ab Aragoniœ regibus gestarum al initiis regni ad annum 1410, tribus libris expositi : accedunt Robertij Viscardi et Rogerii, principum normanorum et eorùm fratrum, rerum in Italia et Sicilia gestarum libri 4 a Gaufredo Malatera, etc., Saragosse, 1578, in-fol., volume très rare et fort estimé ; il est divisé en deux parties, la première contient un abrégé des Annales de Zurita, traduit par lui-même en latin ; et la seconde, l'histoire de la conquête de la Sicile par les princes normands, dont il avait découvert le manuscrit dans ses voyages. Toutes ces pièces ont été imprimées par Pistorius dans Hispan. illustrata, Francfort, 1606, t. 3.
- Progressas de la historia en el reyno de Aragon que contiene en quatro libros varias successos desde el an. 1512 hasta el de 1580, Saragosse, 1580, in-fol. Cet ouvrage, publié par D. Diego Josef Dormer, est précédé d'un éloge de l'auteur.
- Enmiendas y adverlencias en las coronicas de los reies de Castilla que escrivio don Lopez de Ayala, ibid., 1683, in-4. Cette critique de l'histoire des rois de Castille, par Lopez de Ayala, fut également publiée par Jos. Dormer. Le recueil intitulé Discorsos varias de historia con muchas escrituras reaies antiquas, etc., ibid., 1680, in-fol., renferme quelques pièces de Zurita. C'est à cet écrivain qu'on doit la découverte du Chronicon Alexandrinum ou Chronicon Paschale, publié par Rader avec une version latine, et depuis par Ducange dans la collection Byzantine.

Parmi ses nombreux manuscrits conservés soit chez les chartreux de Saragosse, soit à l'Escurial,- on cite des Notes sur les Commentaires de César, sur Claudien et sur l'Itinéraire d'Antonin. Les Notes de Zurita sur l'Itinéraire sont purement grammaticales ; elles ont été publiées par André Schott dans l'édition de l'Itinéraire, Cologne, in-8, et depuis insérées par Wesseling dans celle d'Amsterdam, 1735, in-4. (voir la Bibl. hispan. nova, t. 1, p. 605-606, et la Biblioth. de David Clément, au mot Curita.)

### Sources
- « Jerónimo Zurita », dans Louis-Gabriel Michaud, Biographie universelle ancienne et moderne : histoire par ordre alphabétique de la vie publique et privée de tous les hommes avec la collaboration de plus de 300 savants et littérateurs français ou étrangers, 2e édition, 1843-1865 [détail de l’édition]